# Caroline Smits
Caroline Smits (Heden, 18 giugno 1968) è un'ex cestista olandese.

## Carriera
Con i Paesi Bassi ha disputato i Campionati europei del 1989.